# Ville souterraine de Saint Mercurius
Saint Mercurius (en turc : Aziz Mercurius Yeraltı Şehri) est une ville souterraine située à Saratlı (province d'Aksaray), en Turquie.

## Histoire
L'ancienne ville souterraine de Saint Mercurius, dans le centre de la Turquie, a été découverte en 2011 et les fouilles se sont poursuivies jusqu'en 2016.
La ville est étagée sur sept étages, dont trois accessibles aux visiteurs. Elle se distingue des nombreuses autres villes souterraines par la présence d'églises et de trente-cinq tombes dont celles de Saint Mercure et sa famille. Un crâne humain appartenant à l'épouse de Saint Mercure y a été découvert. La ville souterraine a servi de refuge aux premiers chrétiens qui fuyaient les poursuites des Romains dans la région de Cappadoce.